# ヘキサフルオロ白金酸キセノン
ヘキサフルオロ白金酸キセノン（ヘキサフルオロはっきんさんキセノン、xenon hexafluoroplatinate）は世界で初めて作られた貴ガス化合物である。分子式はXePtF6である。
六フッ化白金とキセノンの反応によって生成する。この実験は1962年5月にカナダのブリティッシュコロンビア大学のニール・バートレットによって行われた。バートレットは生成物がXe+[PtF6]−であると述べたが、後の研究ではバートレットの生成物がおそらく塩混合物であり、実際はXe+[PtF6]−を含んでいなかったことが示唆されている。

## 合成の経緯
バートレットは、1962年に六フッ化白金 (PtF6) と酸素分子 (O2) を化合させて赤色の固体ヘキサフルオロ白金酸ジオキシゲニル({\displaystyle {\ce {O2^+[PtF6]^-}}}) を発見した。バートレットはこの反応から類推し、O2 (12.2 eV) とほぼ同じイオン化エネルギーを持つキセノン (12.13 eV) を酸化できるのではと考え、成功させた。

## 生成機構
六フッ化白金ではフッ素の電子求引性により、白金が極度の電子欠乏状態になる（ルイス酸化）。これがキセノンの最外殻電子を攻撃して生成する。
上述の合成はこの2つの物質を反応させることによる。